# Piotr Szczepański
Piotr Szczepański (Nowe Miasto nad Pilicą, 31 de julio de 1988) es un deportista polaco que compitió en piragüismo en la modalidad de eslalon. Ganó 7 medallas en el Campeonato Europeo de Piragüismo en Eslalon entre los años 2009 y 2017.

## Palmarés internacional
| Campeonato Europeo | Campeonato Europeo             | Campeonato Europeo | Campeonato Europeo |
| Año                | Lugar                          | Medalla            | Competición        |
| ------------------ | ------------------------------ | ------------------ | ------------------ |
| 2009               | Nottingham (Reino Unido)       | Medalla de bronce  | C2 por equipos     |
| 2010               | Bratislava (Eslovaquia)        | Medalla de plata   | C2 por equipos     |
| 2013               | Cracovia (Polonia)             | Medalla de plata   | C2 individual      |
| 2013               | Cracovia (Polonia)             | Medalla de plata   | C2 por equipos     |
| 2014               | Viena (Austria)                | Medalla de plata   | C2 individual      |
| 2016               | Liptovský Mikuláš (Eslovaquia) | Medalla de plata   | C2 por equipos     |
| 2017               | Tacen (Eslovenia)              | Medalla de plata   | C2 por equipos     |